# 래리 버드
래리 조 버드(영어: Larry Joe Bird, 1956년 12월 7일 ~ )는 미국의 은퇴한 농구 선수로 현역 시절 포지션은 스몰 포워드이다. 선수 시절에 전미 농구 협회(NBA)의 프로 농구팀인 보스턴 셀틱스에서 활동했다. 별명으로는 "프렌치릭에서 온 시골뜨기(The Hick from French Lick)", "전설 래리(Larry Legend)" 등이 있다.

## 선수 시절
인디애나주 웨스트베이든스프링스에서 출생하여 그 이웃 프렌치릭에서 자라왔다. 고등학교를 졸업한 뒤 1974년에 농구명문인 인디애나 대학교에 장학금을 받고 입학하였으나 도시 생활에 적응하지 못했고, 또 학교선배들의 괴롭힘을 견디다 못해 얼마안간 학교를 그만두었다. 그 뒤 고향에 내려가 쓰레기 수거, 눈치우기 등을 하면서 1년을 허비하다가 인디애나 주립대학교 농구부 코치 빌 허지로부터 입학제의를 받고 다시 인디애나 주립대학교에 입학하게 되었다.
1975년부터 1979년 인디애나 주립대학교에서 4년을 뛰며 최고의 대학농구선수로 군림하였다. 특히 1979년 4학년 시즌이 유명한데 당시 미시건 주립대 2학년 매직 존슨과 대결은 아직도 미국 농구팬들의 명장면으로 남아있다. NBA 역대 최고의 라이벌로 불리는 래리 버드와 매직 존슨은 처음 만난건 NBA가 아니라 1979년 NCAA 농구결승전이었다. 당시 버드는 1978년 NBA 드래프트에서 보스턴 셀틱스로부터 5번픽으로 지명을 받은 상태였지만 NCAA 우승을 위해서 NBA 데뷔를 1년 미룬 상태였다.(현재는 드래프트에서 계약에 실패하며 다시 드래프트에 참가해야 되지만 당시에는 'Junior Eligible'규정이라고 지명을 받은 3학년 선수에게는 1년을 선택할 수 있는 유예기간을 주었다.) 결승전에서 만난 두 선수는 결국 매직 존슨의 미시건 주립대학의 승리로 끝났고, 버드는 결국 우승이라는 꿈을 이루지 못하고 NBA에 데뷔하게 되었다. 매직 역시 2학년을 마치고 NBA 진출을 선언했고, 1979년 드래프트에서 LA 레이커스에 1순위 지명을 받고 버드와 같은 시즌에 NBA에 데뷔하게 되었다.
데뷔 시즌부터 20득점-10리바운드를 기록하면서 화려하게 데뷔하였다. 신인으로서는 당당하게 NBA 퍼스트팀에 선정되었고, 신인왕 역시 그의 몫이었다.(매직은 NBA 파이널 MVP를 차지) 그 이후 보스턴 셀틱스와 수많은 영광을 함께했는데 3번의 NBA 파이널 우승, 2번의 파이널 MVP, 그리고 센터가 아닌 포지션으로 최초로 MVP 3연패라는 대업을 달성하였다.(이 기록은 버드 이후에는 나오지 않고 있다.) 하지만 영원할 것 같았던 버드도 등부상을 당한 이후에 하락세를 걷기 시작했고, 결국 91-92 시즌을 끝으로 은퇴하게 되었다. 버드의 은퇴식 당시 매직 존슨이 특별손님으로 초청되면서(매직은 버드의 유니폼을 입고 등장) 팬들을 감동의 도가니로 빠뜨리기도 했다. 그리고 은퇴이후 1992년 여름 바르셀로나 올림픽에서 프로선수들 참가가 허용되면서 일명 'Dream Team' 불리는 농구역사상 최강의 팀 일원으로 올림픽에 참가하였다. 역시 에이즈 바이러스인 'HIV' 바이러스 양성 판정을 받으면서 은퇴했지만 올림픽에 참가했던 매직 존슨과 함께 공동주장을 맡았다. 등번호는 33번 대신 7번을 달았다.(올림픽은 등번호를 15번까지만 달 수 있다.) 미국은 43.4점이라는 득실마진을 기록하면서 압도적인 기량으로 8젼 전승으로 우승하였다. 그 이후 버드는 완전히 선수에서 은퇴하였다.
버드의 플레이스타일을 알려면 빌 러셀을 말을 들으면 알 수 있다. '버드는 코트에서 일어나는 모든일을 슬로우모션처럼 볼 수 있다.' 당시 백인은 흑인들의 운동능력을 당해내지 못해 NBA에서 뛰어난 활약을 하는 백인이 없던 시절이다.(지금도 마찬가지이지만) 하지만 버드는 Bird's Eye라고 불리는 농구 역사상 가장 뛰어난 농구 센스를 바탕으로 흑인이 판치던 농구코트를 지배하였다. 보통 버드를 슛쟁이로 오해하는 경우가 많은데 전혀 그렇지가 않다. 오히려 버드는 골밑에서 몸싸움을 즐겨했던 터프파였다. 3점이나 점퍼는 그의 다양한 공격 옵션 중 하나에 불과했다. 완벽한 포스트업 기술을 구사했으며, 자유자재로 슛을 던지기도 했다. 버드의 영상을 보면 희안한 자세에서 나오는 서커스슛을 자주 볼 수 있을 것이다. 그리고 뛰어난 시야에서 나오는 패스까지 포인트포워드의 원조는 스카티 피펜이지만 농구 역사상 가장 뛰어난 패스웍을 선보였던 포워드는 버드일 것이다. 당시 라이벌이자 최고의 포인트가드였던 매직 존슨과 누가 뛰어난 패서인가라는 설문도 있을 정도였으니. 한마디로 '운동능력'을 제외하고 완벽한 선수였다.
슈퍼컴퓨터가 뽑은 최고의 농구 선수도 마이클 조던이 아니라 '흑인으로 태어난' 래리 버드였다. 버드의 명장면중에서도 첫 번째로 꼽히는 휴스턴 로케츠과 파이널에서 나온 '자기가 던진 슛이 안들어가고 링을 맞고 나오자 본인이 다시 잡아서 넣기'는 그의 BQ를 볼 수 있는 최고의 명장면이다. 버드는 평소때도 자기의 슛이 안들어가는걸 감지하고 리바운드를 잡을려고 골밑으로 파고드는 경우가 종종 있었는데 이는 정말 뛰어난 감각이 없으면 할 수 없는 플레이일 것이다. 이 장면을 본 레드 아워벅은 '나의 농구인생에서 내가 본 가장 뛰어난 플레이였다'라고 극찬을 하기도 했다.
1998년에 NBA 명예의 전당에 입성하였다. 2010년에는 선수로서 마지막으로 뛰었던 1992년 바르셀로나 올림픽 'Dream Team'이 FIBA 명예의 전당에 헌액되기도 했다.(헌액 인터뷰를 버드가 하기도 했다.)

## 감독 시절
버드는 은퇴이후 97-98 시즌부터 고향팀인 인디애나 페이서스 감독을 맡으면서 감독으로서도 화려한 역량을 뽐냈다. 데뷔시즌에 무려 58승 24패라는 7할이 넘는 승률로 팀을 2위로 이끌었다. 그 뒤 2년연속 동부에서 리그 1위를 차지했고, 특히 마지막 시즌인 99-00 시즌에는 NBA 파이널까지 올라갔다. 하지만 샤킬 오닐과 코비 브라이언트와 버티고 있던 LA 레이커스의 벽을 넘지 못하면서 결국 준우승에 만족해야했다.
이후 시즌이 끝나고 버드는 올해의 감독상을 선정되면서 유례없는 선수로써 MVP-감독으로서 감독상을 수상한 농구인이 되었다.(그 뒤 사장으로 활동하면서 올해의 경영인상까지 수상하면서 선수-감독-사장으로 모두 성공적인 커리어를 이끌었다.) 하지만 이 시즌이 버드의 감독으로서의 마지막 시즌이었다.
버드는 선수시절 당한 등부상 때문에 오래서있기 힘들었고, 이로 인해 감독 생활도 빨리 그만둘수밖에 없었다. 그 이후 인디애나 사장으로 부임하면서 인디애나를 현재까지도 강팀으로 군림시키고 있다. 작년시즌을 끝으로 사장자리에서도 벗어났으나 올 시즌이 끝나고 다시 사장자리에 복귀하였다.

## 일화
버드는 생긴것과는 달리(?) 승부욕이 엄청난 선수로 유명했는데 그래서 선수들과 언쟁이나 싸움도 많았다. 그 중에 유명한게 당시 최고의 선수였던 닥터J '줄리어스 어빙'과 멱살을 잡으면서 주먹질을 하였다.( 하지만 버드는 한대도 때리지 못했다. 당시 옆에 있던 찰스 바클리가 버드를 가로막았기 때문이다.) 또, 버드의 믹스를 보면 카림 압둘-자바와 언쟁하는 장면도 볼 수 있을 것이다.
다른 일화로는 버드의 말중에 '농구의 신이 조던으로 가장했다'도 있는데 1986년 4월 20일 버드의 셀틱스와 조던의 시카고는 플레이오프 경기를 치루었다. 당시 연장까지 가는 접전에서 보스턴이 승리했지만 마이클 조던은 63득점이라는 플레이오프 최고 득점 기록을 세웠다. 이에 두고 버드는 조던의 활약에 '농구의 신이 조던으로 가장했다'라는 유명한 말을 남겼다. 하지만 이 말은 어찌보면 조던을 비꼬는 내용이기도 하다. 즉, 조던의 실력이 아니라 농구의 신이 어쩌다 조던몸에 들어와 조던이 그 정도 활약을 할 수 있었다는 말이다. 버드다운 발언이었다.
1977년 NBA 드래프트에서 전체 1픽으로 밀워키 벅스에 지명돼 뛰었던 켄트 벤슨은 버드가 가장 싫어하는 선수였다. 이 선수는 버드와 같은 인디애나주 출신으로 버드가 인디애나 대학교에 입학했을 때 2학년으로 1년 선배였는데 그렇게 버드를 괴롭히고 못살게 굴었다고 한다. 그래서 버드는 NBA에서 벤슨을 만날때마다 평소보다 더 전투적으로 경기에 임했다고 하는데 보스턴 셀틱스 팀원들도 이 사실을 알고 있었기에 벤슨을 아주 많이 경기중에 괴롭혔다고 한다. 결국 벤슨과 대결에서는 한번도 진적이 없다고 한다.